# アダプテック
アダプテック (Adaptec, Inc.) は、2010年まで存在した、アメリカ合衆国カリフォルニア州ミルピタスに本社を置く会社である。現在は、PMC-Sierraのブランドの1つとなっている。
USB、IEEE 1394、SCSI、iSCSI、ファイバーチャネル、シリアルATAなどのインタフェース機器を主に扱っていた(SCSIインターフェースカードとしてはAHA-1542CF、AHA-2940Uなどが、SCSIインターフェースPCMCIAカードとしてはAPA-1460などがある)。また、USBハブのような周辺機器やスナップサーバ（Snap Server）などのネットワークアタッチトストレージも販売していた。
かつてはライティングソフト「Easy CD Creator」などのソフトウェアも扱っていたが、2001年5月にソフトウェア部門はロキシオ（Roxio）として分離独立した。
2009年濫用的買収者であるスティールパートナーズが株式の買い取りを進めた後、スティールパートナーズから暫定CEOが送り込れた。時を置かずして新たな経営陣は2010年6月8日に事業をPMC-Sierraに売却。現在は同社のブランドとなっている。それと同時にNASDAQへの上場廃止となった。